# ФК Индепендијенте
ФК Индепендијенте  (шп. Club Atlético Independiente) је аргентински фудбалски клуб из Авељанеде. Званично је основан 1. јануара 1905, када је одржан први састанак да се формализује оснивање клуба, иако је клуб формиран 4. августа 1904. године. Клуб је пореклом из Монсерата, насеља Буенос Ајреса, а у Авељанеду је премештен 1907. године. Спада у Велику петорку аргентинског фудбала, а највећи ривал му је комшијски Расинг из Авељанеде, чији је стадион удаљен само неколико стотина метара од Индепендијентеовог.
Домаће утакмице игра на стадиону Либертадорес де Америка, познатом и као Ла Добле Висера, капацитета 49.592 места. Тренутно се такмичи у Првој лиги Аргентине.
Индепендијенте је по броју освојених националних лигашких титула трећи у Аргентини (16, последња је била Апертура 2002). Најуспешнији је клуб у Купу Либертадорес, са рекордних седам трофеја, и једини је клуб који је победио у четири финала заредом, између 1972. и 1975. Такође, клуб је освојио два пута Интерконтинентални куп (1973, 1984), три пута Куп Интерамерикана, два пута Суперкуп Судамерикана, једном Рекопа Судамерикана и два пута Куп Судамерикана.

## Успеси
Националне титуле
- Прва лига Аргентине

Првак (16) : 19221, 1926, 1938, 1939, 1948, 1960, 1963, 1967. (Н), 1970. (М), 1971. (М), 1977. (Н), 1978. (Н), 1983. (М), 1988/89, 1994. (К), 2002. (А)
(М) - Метрополитано, (Н) - Насионал, (А) - Апертура, (К) - Клаусура
1 Аметерски фудбалски савез је био један од ривалских савеза који је организовао своје првенство између 1919. и 1926.
Национални купови
- Куп Карлос Ибаргурен

Освајач (2) : 1938, 1939.
- Куп Адријан Ескобар

Освајач (1) : 1939.
- Куп де Компетенција (Ла Национ)

Освајач (1) : 1914.
- Куп де Компетенција (Џокеј клуб)

Освајач (1) : 1917.
Финалиста (1) : 1916.
- Куп у част Муниципалидада Буенос Ајрес

Освајач (1) : 1918.
Финалиста (1) : 1916.
- Куп де Компетенција (ААм)

Освајач (3) : 1924, 1925, 1926.
- Куп Булрич

Освајач (1) : 1909.
Међународни трофеји
- Куп Либертадорес

Освајач (7) : 1964, 1965, 1972, 1973, 1974, 1975, 1984.
- Интерконтинентални куп

Освајач (2) : 1973, 1984.
Финалиста (4) : 1964, 1965, 1972, 1974.
- Куп Суруга

Освајач (1) : 2018.
Финалиста (1): 2011.
- Куп Судамерикана

Освајач (2) : 2010, 2017.
- Рекопа Судамерикана

Освајач (1) : 1995.
Финалиста (2) : 1996, 2011, 2018.
- Суперкуп Судамерикана

Освајач (2) : 1994, 1995.
Финалиста (1) : 1989.
- Куп Интерамерикана

Освајач (3) : 1973, 1974, 1975.
- Куп Рикардо Алдао

Освајач (2) : 1938, 1939. (трофеји су званични али такмичење није верификовано од стране јужноамеричке фудбалске федерације)

## Стадион
Дом Индепендијентеа је стадион Либертадорес де Америка, познат и као Ла Добле Висера, капацитета 49.592 места. Првобитни стадион је отворен 4. марта 1928. утакмицом са уругвајским Пењаролом, која је завршена резултатом 2:2. То је био први стадион у Јужној Америци изграђен армираним бетоном. Стадион до 2005. није имао званично име и био је познат као Ла Добле Висера, а те године су чланови и навијачи клуба гласањем изабрали данашњи назив Либертадорес де Америка. Занимљиво је да је стадион Расинга, највећег ривала Индепендијентеа, удаљен само неколико стотина метара.
Стадион је прошао кроз велико реновирање 1960. године, а последње је било између 2007. и 2009, када су трошкови реновирања били око 50 милиона долара. Реновирани стадион је свечано отворен 28. октобра 2009. лигашком утакмицом Индепендијентеа и Колона из Санта Феа, која се завршила победом домаћег тима са 3:2.

## Тренутни састав
Ажурирано 7. октобра 2023.
| Бр. |           | Позиција | Играч              |
| --- | --------- | -------- | ------------------ |
| 1   | Уругвај   | Г        | Ренсо Бакчија      |
| 2   | Аргентина | О        | Хоакин Ласо        |
| 3   | Уругвај   | О        | Едгар Елисалде     |
| 4   | Аргентина | О        | Патрисио Остачук   |
| 5   | Аргентина | С        | Агустин Мулет      |
| 7   | Уругвај   | Н        | Мартин Каутеруксио |
| 8   | Аргентина | С        | Кевин Лопез        |
| 10  | Аргентина | С        | Сантиаго Толоса    |
| 11  | Аргентина | С        | Федерико Манкуељо  |
| 12  | Аргентина | Г        | Мануел Тасо        |
| 13  | Парагвај  | О        | Кристиан Баес      |
| 14  | Аргентина | С        | Мартин Сарафиоре   |
| 15  | Аргентина | О        | Дамиан Перес       |
| 16  | Аргентина | Н        | Сантијахо Идалго   |
| 17  | Аргентина | С        | Лукас Гонзалес     |
| 18  | Аргентина | Н        | Томас Рамберт      |
| 20  | Аргентина | Н        | Родриго Маркез     |
| 21  | Аргентина | О        | Хулио Буфарини     |
| 22  | Чиле      | О        | Маурисио Исла      |

| Бр. |           | Позиција | Играч                  |
| --- | --------- | -------- | ---------------------- |
| 23  | Аргентина | С        | Иван Маркони (капитен) |
| 25  | Уругвај   | Г        | Диего Сеговиа          |
| 26  | Колумбија | О        | Фелипе Агилар          |
| 27  | Аргентина | С        | Томас Позо             |
| 28  | Аргентина | С        | Серхио Ортис           |
| 29  | Аргентина | Н        | Ћако Мартинес          |
| 30  | Уругвај   | С        | Матео Барсиа           |
| 31  | Аргентина | О        | Фернандо Да Роса       |
| 32  | Аргентина | Н        | Алексис Канело         |
| 33  | Аргентина | Г        | Родриго Реј            |
| 34  | Аргентина | Н        | Матиас Хименес Рохас   |
| 35  | Аргентина | С        | Сантиаго Саље          |
| 36  | Аргентина | С        | Родриго Атенсио        |
| 37  | Аргентина | С        | Рубен Д.Мартинес       |
| 38  | Аргентина | О        | Агустин Кирога         |
| 39  | Аргентина | Н        | Сантиаго Лопез         |
| 41  | Аргентина | Н        | Хавијер Руис           |
| 79  | Аргентина | О        | Ајртон Коста           |

### На позајмици
| Бр. |           | Позиција | Играч                                  |
| --- | --------- | -------- | -------------------------------------- |
|     | Аргентина | Н        | Силвио Ромеро (СК Форталеза)           |
|     | Аргентина | Н        | Николас Месинити (КДиС Тристан Суарез) |
|     | Аргентина | О        | Мауро Зурита (АК Гуемес)               |
|     | Аргентина | О        | Томас Ортега (КДиС Тристан Суарез)     |

| Бр. |           | Позиција | Играч                           |
| --- | --------- | -------- | ------------------------------- |
|     | Аргентина | С        | Матиас Соса Уголини (Буос УЛВР) |
|     | Аргентина | Н        | Давид Сајаго (Ередиано)         |
|     | Аргентина | Н        | Хавијер Ваљехо (АК Таљерес)     |